# Quatre Préludes op. 33
Les Quatre préludes opus 31 forment un cycle de préludes pour piano d'Alexandre Scriabine composé en 1903.